# Août 2017
Août 2017 est le 8e mois de l'année 2017.

## Évènements
- En Asie du Sud, ce mois est marqué par d'importantes inondations.
- 1er août :
  - un attentat dans une mosquée chiite d'Hérat (Afghanistan) fait 33 morts[1] ;
  - Shahid Khaqan Abbasi est élu Premier ministre du Pakistan.
- 2 août : le jour du dépassement pour l'année 2017 est atteint.
- 4 août :
  - élection présidentielle au Rwanda, Paul Kagame est réélu ;
  - inauguration de l'Assemblée nationale constituante au Venezuela.
  - Despacito devient la première vidéo à dépasser les 3 milliards de vues sur YouTube (suivie quelques heures après, le 5 août, de See you again)
- 5 août : référendum constitutionnel en Mauritanie.
- 6 août :
  - une attaque contre la communauté catholique du Nigeria fait au moins onze morts à Ozubulu (en) (État d'Anambra)[2] ;
  - le régime syrien reprend la ville d'Al-Soukhna à l'État islamique.
- 8 août :
  - en Chine, un séisme dans le Sichuan fait au moins 24 morts[3] ;
  - élections générales au Kenya.
- 9 août : un attentat contre des militaires à Levallois-Perret (France) fait 6 blessés dont 2 graves, le suspect est arrêté.
- À partir du 11 août : des inondations dues à la mousson affectent des millions de personnes, et sont à l'origine de 1200 morts en Inde, au Bangladesh et au Pakistan[4] et de plusieurs centaines de milliers de déplacés en Inde, au Népal et au Bangladesh[5] ; ce sont les pires inondations dans le Bihar depuis 1975[4].
- 12 août : un attentat à la voiture-bélier mené par un suprémaciste blanc à Charlottesville, cause 1 mort et 19 blessés, le conducteur est arrêté par la police[6].
- 13 août : un attentat à Ouagadougou fait 18 morts.
- 13 et 14 août : des inondations et des glissements de terrain au Sierra Leone provoquent plus de 400 morts et environ 600 de disparition[7].
- 14 août : deux attaques lors de la guerre du Mali, dont une à Tombouctou, causent la mort de 17 personnes (tous camps et civils confondus).
- 15 août : découverte de trois tombeaux contenant de nombreux sarcophages datés d'entre les périodes de la XXVIIe dynastie égyptienne et de la période romaine de l'Égypte, dans la province d'Al-Minya en Égypte[8].
- 16 août : un triple-attentat-suicide attribué à Boko Haram à Maiduguri, capitale de l'État de Borno au Nigeria, tue au moins 28 personnes[9].
- 17 et 18 août : attentats à Barcelone et à Cambrils en Catalogne, 21 morts et environ 130 blessés.
- 18 août : un attentat à l'arme blanche fait 2 morts et 6 blessés à Turku (Finlande)[10].
- 19 août : un attentat à l'arme blanche — revendiqué par l'État islamique — fait 8 blessés à Sourgout (Russie)[11].
- 19 - 24 août : le typhon Hato fait au moins 16 morts dans le Sud de la Chine.
- 20 août : début de la bataille de Tall Afar en Irak.
- 21 août : une éclipse solaire totale traverse les États-Unis d'ouest en est.
- 23 août : élections générales en Angola.
- 25 août :
  - des militaires sont attaqués au couteau à Bruxelles en Belgique ;
  - des policiers sont attaqués au sabre près du palais de Buckingham à Londres[12] ;
  - l'ouragan Harvey frappe le Texas puis la Louisiane aux États-Unis.
- 28 août : au terme de l'offensive du Jouroud de Qaa et Ras Baalbeck, l'État islamique se retire du Liban.
- 31 août :
  - l'armée irakienne et les Hachd al-Chaabi reprennent Tall Afar et sa région à l'État islamique ;
  - un attentat kamikaze devant un poste de police de Tiaret, en Algérie, fait 3 morts[13] ;
  - en Colombie, l'ex-guérilla des FARC-EP crée son propre parti politique.